# Deuxville
Deuxville település Franciaországban, Meurthe-et-Moselle megyében. Lakosainak száma 388 fő (2022. január 1.). Deuxville Anthelupt, Bonviller, Einville-au-Jard, Lunéville, Maixe és Vitrimont községekkel határos.

## Népesség
A település népességének változása:
| Lakosok száma | 273  | 270  | 312  | 386  | 420  | 427  | 423  | 410  | 402  | 388  |
|               | 1968 | 1982 | 1990 | 2006 | 2013 | 2015 | 2017 | 2019 | 2020 | 2022 |